# Kaisa Juuso

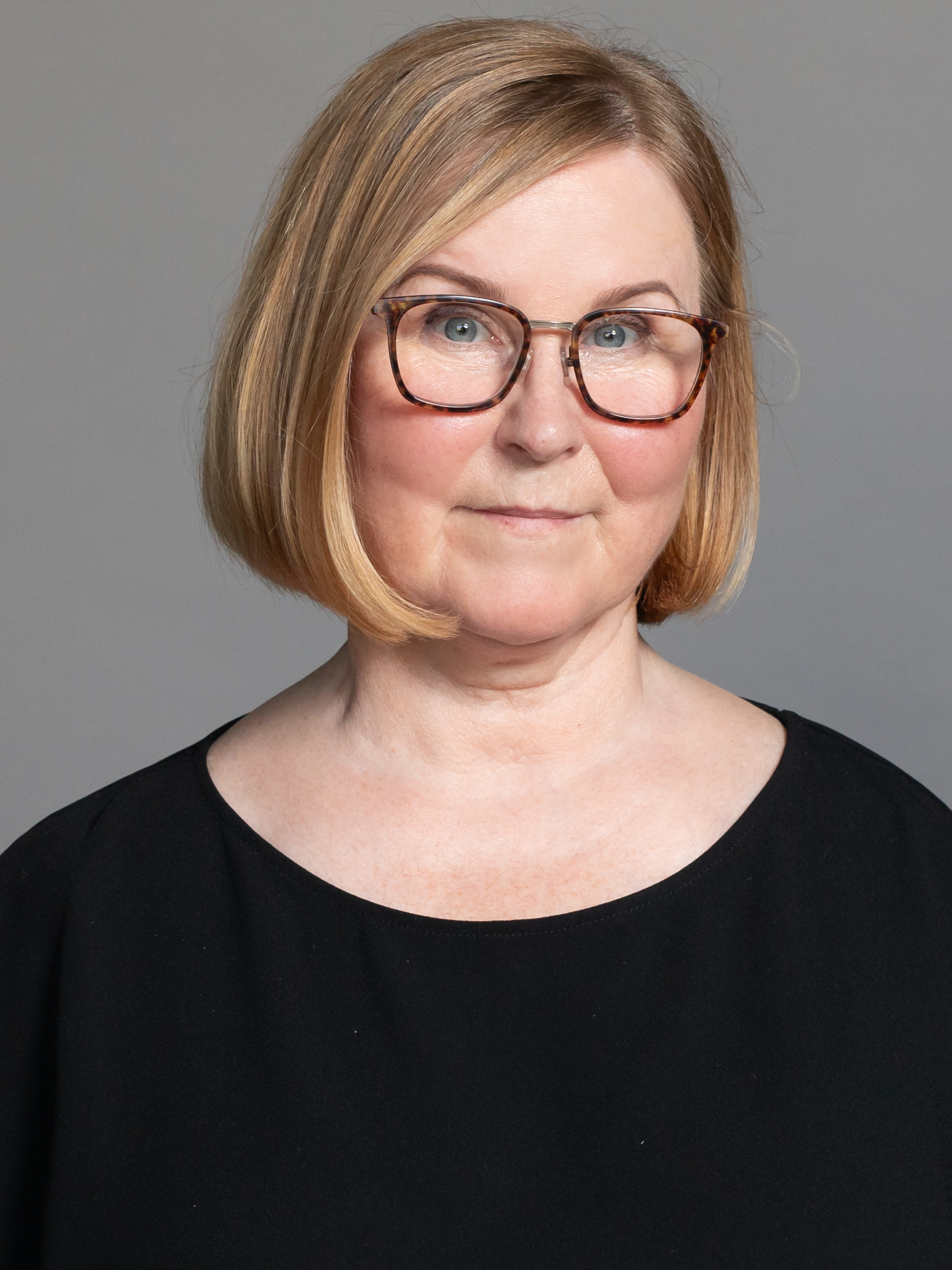
Kaisa Juuso (2023)

Kaisa Helena Juuso (* 23. September 1960 in Alatornio) ist eine finnische Politikerin, die derzeit im finnischen Parlament für die Partei Die Finnen und den Wahlkreis Lappland sitzt. Seit dem 20. Juni 2023 ist sie Ministerin für Soziales und Gesundheit im Kabinett Orpo.

## Leben
Juuso erwarb 1986 einen Bachelor-Abschluss in Philosophie und Verhaltenswissenschaften an der Universität Stockholm. Sie war auch im Krankenpflegebereich tätig. 2010 schloss sie ihr Krankenpflegestudium ab. Von 1989 bis 1997 arbeitete sie für die Rentenversicherungsgesellschaft Veritas in Turku und von 1997 bis 2004 für Lähivakustu. 
2019 wurde sie als einzige Vertreterin ihrer Partei aus Lappland zur Abgeordneten gewählt. Seit dem 20. Juni 2023 ist Juuso Ministerin für Soziales und Gesundheit im Kabinett Orpo.